# Blakely Auto Works
 (novembre 2023).
Blakely Auto Works, aussi appelé plus tard Bernardi Auto Works, était un fabricant d'automobiles et de voitures en kit des années 1970 et 1980. Basé dans le Midwest américain, notamment Princeton, Wisconsin, Blakely a produit plusieurs modèles de voitures en kit, la Blakely Bantam (en), la Blakely Bearcat et la Blakely Bernardi (en).

## Histoire
L'entreprise est fondée par Dick Blakely pour commercialiser des voitures de sport abordables dans l'esprit de la légendaire Lotus Seven : compactes, légères et dotées d'une excellente maniabilité. La Bantam est la première offre de Blakely, suivie par la Bearcat, de plus grandes dimensions, et finalement par la Bernardi.
Le fondateur est titulaire d'un diplôme en génie mécanique et a participé à des courses sur piste avant de concevoir la Bantam. Son objectif est de maximiser les performances tout en minimisant la taille, le poids, les accessoires et autres éléments susceptibles d'entraver l'accélération et la maniabilité. Blakely s'est inspiré d'un premier modèle du fabricant britannique Dutton Cars, elle-même une réplique de Lotus Seven. Après avoir construit la première voiture pour lui-même, Blakely suscite l'intérêt d'autres passionnés d'automobile pour envisager la construction d'autres véhicules. En partenariat avec Denny Myelle, Blakely commencé à produire la Bantam en kit et à développer une nouvelle voiture plus grande, plus polyvalente et adaptée à une utilisation hors piste. Ce deuxième modèle est la Bearcat, ensuite développée pour devenir la Bernardi.
L’un des principaux objectifs est l’utilisation d’une base commune, ce qui simplifie le processus de construction. La voiture choisie par Blakely est la Ford Pinto, avec la possibilité d'utiliser des pièces provenant de modèles proches comme la Mercury Bobcat et la Ford Mustang. Cette famille de véhicules donneurs fournit aux modèles Blakely une direction à crémaillère, des freins à disque avant et un bon choix de moteurs. Pour le châssis, Blakely Auto fournit un cadre en tube d'acier, des bras de suspension avant personnalisés, de nouveaux amortisseurs et des instructions pour modifier et fixer les composants restants du châssis, une carrosserie de remplacement complète, comprenant la carrosserie, les portes, le capot, les ailes, le coffre, le toit et le pare-brise.
Vers 1979, la propriété de l'entreprise passe à Art Herschberger. Au printemps 1979, Herschberger transfère la production de Davis Junction, Illinois, à Princeton, dans le Wisconsin. Le début des années 1980 voit le développement et la production de la Bernardi, une variante de la Bearcat. En 1985, l'entreprise est rebaptisée Bernardi Auto Works. L'entreprise semble avoir fermé ses portes à la fin des années 1980. Les automobiles Blakely sont toujours en vente sur divers marchés automobiles spécialisés, mais il ne s'en fabrique plus.

## Principaux produits
- La Bantam était similaire à la Lotus Seven en termes de taille et de transmission. Elle était principalement destinée à une utilisation sur piste et conçue pour être légère en évitant les éléments superflus tels que les portes, le toit ou les sièges mobiles. On avait un petit choix de moteur quatre cylindres en ligne disponibles chez Ford en 1,6, 2,0 ou 2,3 litres. La production s'est poursuivie dans les années 1980, lorsque le modèle a été rebaptisé Hawk.
- La Bearcat : ce modèle a une apparence unique qui ne s'inspire d'aucune des voitures de sport classiques qui inspirent généralement les concepteurs de voitures en kit. Il est plus grand et vingt pour cent plus lourd que le Bantam, mais bien mieux adapté à une utilisation régulière sur route grâce à son habitacle plus spacieux, ses sièges réglables, ses portes, ses toits rigides et souples amovibles, son coffre arrière et une grande variété de moteurs possibles. . Ce modèle est la « star » éponyme du roman La Voiture.
- La Bernardi : le modèle a les dimensions et le confort du Bearcat, mais une refonte extérieure le fait ressembler à la MG T-type britannique des années 1950. Les options de moteur comprennent le quatre cylindres du Bantam, ainsi que le V6 Ford de 2,8 litres[6]. Le capot plus large permet d'installer le moteur V8 de 5,0 litres (302 ci) utilisé sur la Ford Mustang II.